# Claes van der Meulen
Claes van der Meulen (Alkmaar, 10 november 1642 – aldaar, begraven op 3 december 1693) was een Noord-Nederlandse glasschilder.
Op 2 oktober 1661 trouwde hij in Alkmaar met Catharina Oostfries. Het paar kreeg tussen 1662 en 1679 acht kinderen: vijf dochters en drie zoons. Zoon Pieter (1667-1714) werd glazenmaker, terwijl zoon Sieuwert (1679-1730), vermoedelijk vernoemd naar zijn grootvader, een carrière als (marine-)schilder volgde. Van der Meulen was lid van het Sint-Lucasgilde en werkte vanaf 1655 tot aan zijn dood als glasschilder in zijn geboortestad Alkmaar. Volgens Houbraken waren enkele van zijn glasschilderingen in Alkmaar en omgeving de moeite waard om te zien.
- Biografisch Portaal: 95616780